# Lisec (obwód sofijski)
Lisec (bułg. Лисец) – wieś w Bułgarii, w obwodzie sofijskim, w gminie Samokow. Miejscowość obecnie jest niezamieszkana.